# グロ
グロとは、日本語におけるグロテスクの略語である。古代ローマを起源とする異様な人物や動植物等に曲線模様をあしらった美術様式である「グロテスク」が転じて奇怪・異様・不気味な様を指すようになり、日本ではこの意味でグロ、グロいという略語が用いられる。

## 言葉の転用
ロマン主義の時代にグロテスクという言葉が文学にも使われるようになり、次第に「奇怪な」や「異様な」「不気味な」という意味に転じた。現代の日本では、「残虐的」や「生理的嫌悪感を発生させるものを指す言葉」という元来の意味とは異なった認識が広まった。特に、「グロ」「グロい」と表現される際は、後者の意味で用いられることが多い。